# Ostracoberyx
Famille
Genre
Les Ostracoberycidae  sont une famille de poissons marins de l'ordre des Perciformes représentée par le seul genre Ostracoberyx, et trois espèces.

## Description
Il s'agit de poissons de petite taille (de 8 à 23 cm selon les espèces) et vivant à grande profondeur (jusqu'à -711 m pour O. dorygenys).
On les rencontre dans le Pacifique et O. dorygenys est également présent dans l'océan Indien.

## Liste des espèces
Selon FishBase (15 déc. 2015) et ITIS (15 déc. 2015) :
- Ostracoberyx dorygenys Fowler, 1934
- Ostracoberyx fowleri Matsubara, 1939
- Ostracoberyx paxtoni Quéro & Ozouf-Costaz, 1991

Selon NCBI (15 déc. 2015)
- Ostracoberyx dorygenys Fowler, 1934